# 花原町
花原町（はなはらちょう）は、愛知県名古屋市西区の地名。丁番を持たない単独町名である。住居表示未実施。

## 地理
名古屋市西区北部に位置する。東は比良一丁目・比良二丁目、西は赤城町、南は宝地町、北は砂原町に接する。

## 歴史

### 町名の由来
当地が花の茂る草原であったことに由来するという。

### 沿革
- 1960年（昭和35年）3月4日 - 大野木土地区画整理組合の設立が認可される[4]。
- 1972年（昭和47年）9月28日 - 西区山田町大字大野木の一部により、同区花原町として成立[1]。
- 1975年（昭和50年）10月15日 - 西区山田町大字上小田井の一部を編入する[1]。
- 1981年（昭和56年）1月11日 - 西区山田町大字比良の一部を編入する[1]。また、一部が玉池町に編入される[5]。

## 世帯数と人口
2019年（平成31年）2月1日現在の世帯数と人口は以下の通りである。
| 町丁   | 世帯数  | 人口  |
| ------ | ------- | ----- |
| 花原町 | 343世帯 | 765人 |

### 人口の変遷
国勢調査による人口の推移
| 1995年（平成7年）  | 709人 | [ WEB 6 ]  |  |
| 2000年（平成12年） | 707人 | [ WEB 7 ]  |  |
| 2005年（平成17年） | 680人 | [ WEB 8 ]  |  |
| 2010年（平成22年） | 728人 | [ WEB 9 ]  |  |
| 2015年（平成27年） | 759人 | [ WEB 10 ] |  |

## 学区
市立小・中学校に通う場合、学校等は以下の通りとなる。また、公立高等学校に通う場合の学区は以下の通りとなる。
| 番・番地等 | 小学校                 | 中学校                 | 高等学校 |
| ---------- | ---------------------- | ---------------------- | -------- |
| 全域       | 名古屋市立比良西小学校 | 名古屋市立山田東中学校 | 尾張学区 |

## 交通
- 国道302号（名古屋環状2号線）[3]

## 施設
- 八反公園[2]

1977年（昭和52年）4月1日供用開始。

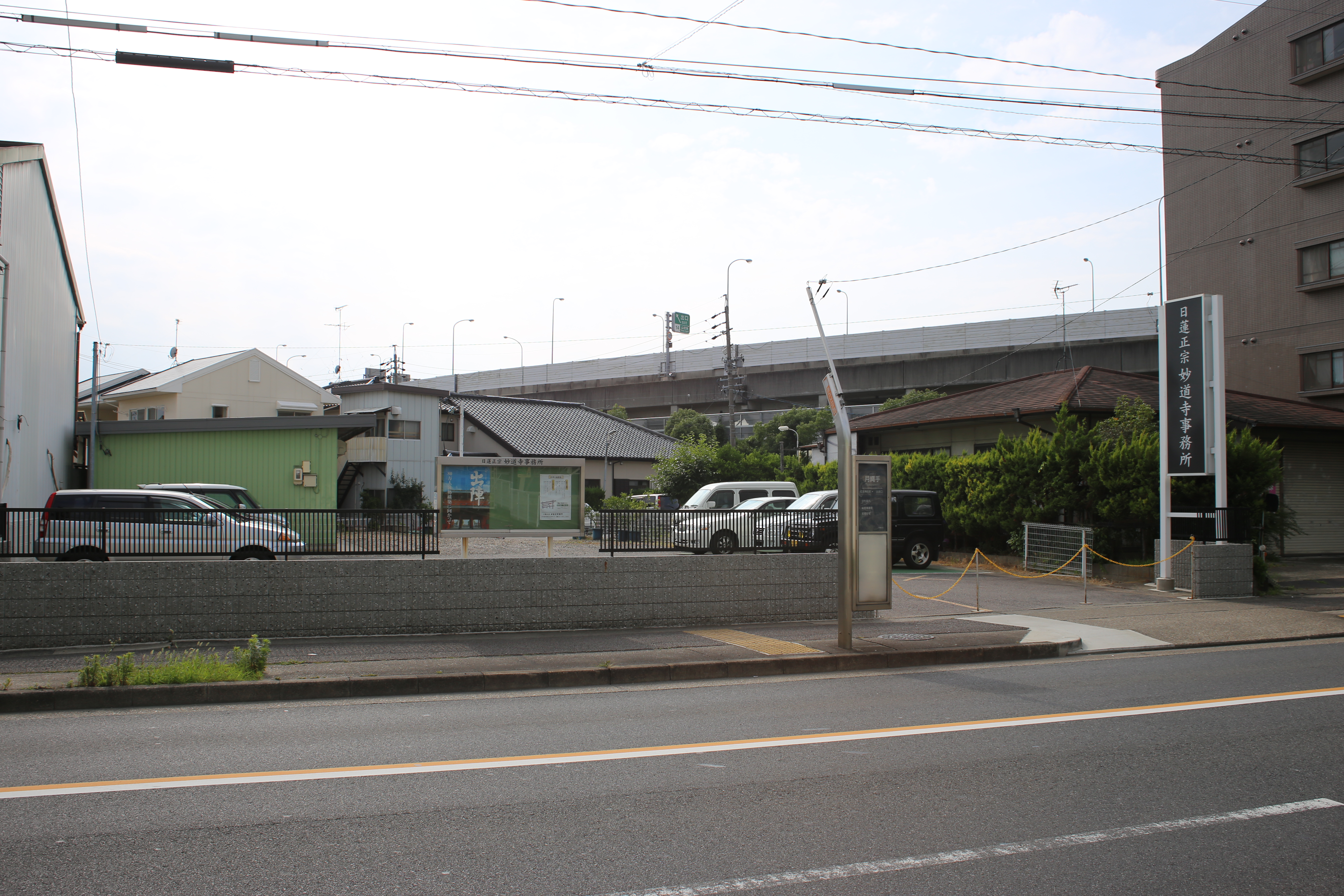
妙道寺事務所

- 妙道寺事務所

## その他

### 日本郵便
- 郵便番号 : 452-0809[WEB 3]（集配局：名古屋西郵便局[WEB 14]）。

### WEB
1. ↑  “愛知県名古屋市の町丁・字一覧”.   人口統計ラボ. 2017年4月8日閲覧。
2. 1 2  “町・丁目(大字)別、年齢(10歳階級)別公簿人口(全市・区別)”.   名古屋市 (2019年2月20日). 2019年3月10日閲覧。
3. 1 2  “郵便番号”.  日本郵便. 2019年3月10日閲覧。
4. ↑  “市外局番の一覧”.   総務省. 2019年1月6日閲覧。
5. ↑  名古屋市役所市民経済局地域振興部住民課町名表示係 (2015年10月21日). “西区の町名一覧”.   名古屋市. 2017年8月7日閲覧。
6. ↑  総務省統計局 (2014年3月28日). “平成7年国勢調査の調査結果(e-Stat) - 男女別人口及び世帯数 －町丁・字等” (CSV). 2019年4月27日閲覧。
7. ↑  総務省統計局 (2014年5月30日). “平成12年国勢調査の調査結果(e-Stat) - 男女別人口及び世帯数 －町丁・字等” (CSV). 2019年4月27日閲覧。
8. ↑  総務省統計局 (2014年6月27日). “平成17年国勢調査の調査結果(e-Stat) - 男女別人口及び世帯数 －町丁・字等” (CSV). 2019年4月27日閲覧。
9. ↑  総務省統計局 (2012年1月20日). “平成22年国勢調査の調査結果(e-Stat) - 男女別人口及び世帯数 －町丁・字等” (CSV). 2019年4月27日閲覧。
10. ↑  総務省統計局 (2017年1月27日). “平成27年国勢調査の調査結果(e-Stat) - 男女別人口及び世帯数 －町丁・字等” (CSV). 2019年4月27日閲覧。
11. ↑  “市立小・中学校の通学区域一覧”.   名古屋市 (2018年11月10日). 2019年1月14日閲覧。
12. ↑  “平成29年度以降の愛知県公立高等学校（全日制課程）入学者選抜における通学区域並びに群及びグループ分け案について”.   愛知県教育委員会 (2015年2月16日). 2019年1月14日閲覧。
13. ↑  “都市公園の名称、位置及び区域並びに供用開始の期日” (2019年5月1日). 2019年11月3日閲覧。
14. ↑  郵便番号簿 平成29年度版 - 日本郵便. 2019年03月10日閲覧 (PDF)

### 書籍
1. 1 2 3 4  名古屋市計画局 1992, p. 764.
2. 1 2 3  「角川日本地名大辞典」編纂委員会 1989, p. 1508.
3. 1 2  名古屋市計画局 1992, p. 233.
4. ↑  名古屋市土地区画整理組合等一覧 - 公益財団法人名古屋まちづくり公社. 2020年9月12日閲覧.
5. ↑  名古屋市計画局 1992, p. 765.